# Beckoning Roads
Beckoning Roads è un film muto del 1919 diretto da Howard Hickman. La sceneggiatura di Harvey Gates si basa su The Call of Life, romanzo di Jeanne Judson pubblicato a New York nel 1919. Prodotto dalla Bessie Barriscale Productions, la casa di produzione della protagonista, Bessie Barriscale, il film aveva come altri interpreti Niles Welch, George Periolat, Joseph J. Dowling, Dorcas Matthews, Thomas Holding. La fotografia si deve a Eugene Gaudio.

## Trama
Quando Marquita Shay, figlia adottiva di John Grayson, un agricoltore canadese, diventa grande, Grayson la manda a studiare a Saint Louis, in un college. Lì, la ragazza incontra Humphrey Wells, il figlio di un ricco finanziere, che la chiede in moglie. Dopo il matrimonio, Marquita va a vivere nella casa dei suoceri che, però, la trattano come una serva. Allora, la giovane lascia il marito per tornare a casa da Grayson. Qui, scopre che il padre adottivo si è suicidato dopo essere rimasto vittima di una truffa perpetrata ai suoi danni dal vecchio Wells. Qualche tempo dopo, Marquita, che si è trasferita a New York, è diventata la segretaria del barone Brinker, un socio di Wells, insieme al quale imbastisce tutta una serie di imbrogli finanziari e, in combutta con il quale, ha causato anche la rovina di Grayson. Marquita riesce a rovinare i due furfanti vendicando così Grayson e poi torna insieme al marito che, disgustato, ha infine ripudiato il proprio padre.

## Produzione
Il film fu prodotto dalla B.B. Features (Bessie Barriscale Productions).

## Distribuzione
Distribuito dalla Robertson-Cole Distributing Corporation, il film uscì nelle sale cinematografiche statunitensi il 21 dicembre 1919. Non ci sono dati di registrazione del copyright del film.
Non si conoscono copie ancora esistenti della pellicola che viene considerata presumibilmente perduta.